# Blackburn Swift
Le Blackburn T.1 Swift était un bombardier-torpilleur biplan embarqué construit par Blackburn Aircraft durant l'entre-deux-guerres. Il a effectué son premier vol en septembre 1920. Il fut fabriqué en plusieurs versions, en toutes petites séries, pour plusieurs pays étrangers, mais ne fut pas officiellement accepté par la Royal Air Force. C’est une version améliorée, désignée Blackburn Dart, qui fut finalement adoptée par la RAF.